# Liste der italienischen Botschafter in Rumänien
Liste der Leiter der italienischen Auslandsvertretung in Bukarest, Rumänien
Der italienische Botschafter residiert in der Str. Henri Coanda 9
Sector 1 Bukarest
| Ernennung/Akkreditierung | Name                                      | Bemerkungen | ernannt von                | akkreditiert während der Regierung von | Posten verlassen |
| ------------------------ | ----------------------------------------- | --- | -------------------------- | -------------------------------------- | ---------------- |
| 20. März 1859            | Annibale Strambio                         | Konsul, war beim Zusammenschluss des Fürstentum Moldau und des Fürstentum Walachei Agent des Königreich Sardinien in Bukarest. Nach dem Krimkrieg übernahmen Diplomaten des Königreich Sardinien häufig Aufgaben im Risorgimento. | Alfonso Ferrero La Marmora | Alexandru Ioan Cuza                    |                  |
| 23. Okt. 1865            | Francesco Teccio di Bayo                  | Konsul | Alfonso Ferrero La Marmora | Alexandru Ioan Cuza                    |                  |
| 22. Feb. 1867            | Romano Suzinno                            | Konsul | Urbano Rattazzi            | Karl I.                                |                  |
| 27. Sep. 1868            | Saverio Fava                              | Konsul | Urbano Rattazzi            | Karl I.                                |                  |
| 27. Okt. 1878            | Saverio Fava                              | Ministre plénipotentiaire | Benedetto Cairoli          | Karl I.                                |                  |
| 5. Dez. 1879             | Giuseppe Tornielli Brusati di Vergano     | Ministre plénipotentiaire | Benedetto Cairoli          | Karl I.                                |                  |
| 2. Jan. 1888             | Francesco Curtopassi                      | Ministre plénipotentiaire | Francesco Crispi           | Karl I.                                |                  |
| 3. Feb. 1895             | Emanuele Beccaria Incisa                  | Ministre plénipotentiaire | Francesco Crispi           | Karl I.                                |                  |
| 18. Juni 1911            | Carlo Fasciotti                           | Ministre plénipotentiaire | Giovanni Giolitti          | Karl I.                                |                  |
| 1. Aug. 1919             | Alberto Martin-Franklin                   | Ministre plénipotentiaire | Francesco Saverio Nitti    | Ferdinand I.                           |                  |
| 1. März 1923             | Pompeo Aloisi                             | Ministre plénipotentiaire | Benito Mussolini           | Ferdinand I.                           |                  |
| 1. Okt. 1925             | Carlo Durazzo                             | Ministre plénipotentiaire | Benito Mussolini           | Ferdinand I.                           |                  |
| 8. März 1928             | Gabriele Preziosi                         | Ministre plénipotentiaire | Benito Mussolini           | Michael I.                             |                  |
| 27. Okt. 1932            | Ugo Sola                                  | Ministre plénipotentiaire | Benito Mussolini           | Karl II.                               |                  |
| 23. Dez. 1938            | Pellegrino Ghigi                          | Ministre plénipotentiaire | Benito Mussolini           | Karl II.                               |                  |
| 11. Juli 1941            | Renato Bova Scoppa                        | Ministre plénipotentiaire | Benito Mussolini           | Michael I.                             |                  |
| 13. März 1945            | Pietro Gerbore                            | Geschäftsträger | Ferruccio Parri            | Michael I.                             |                  |
| 20. Feb. 1947            | Manlio Castronuovo                        | Geschäftsträger | Ferruccio Parri            | Constantin Ion Parhon                  |                  |
| 17. Okt. 1947            | Michele Scammacca del Murgo e di Agnone   | Ministre plénipotentiaire | Ferruccio Parri            | Constantin Ion Parhon                  |                  |
| 14. März 1951            | Alberto Calisse                           | Ministre plénipotentiaire | Ferruccio Parri            | Constantin Ion Parhon                  |                  |
| 22. Mai 1955             | Francesco Lo Faro                         | Ministre plénipotentiaire | Antonio Segni              | Petru Groza                            |                  |
| 23. Okt. 1959            | Alberto Paveri Fontana di Fontana Pradosa | Ministre plénipotentiaire | Antonio Segni              | Ion Gheorghe Maurer                    |                  |
| 15. Juli 1964            | Alberto Paveri Fontana di Fontana Pradosa | Aufwertung zur Botschaft einschließlich der Beförderung der Leiter der Mission | Giovanni Leone             | Gheorghe Gheorghiu-Dej                 |                  |
| 5. Nov. 1964             | Niccolò Moscato                           | | Giovanni Leone             | Gheorghe Gheorghiu-Dej                 |                  |
| 30. Sep. 1972            | Antonino Restivo                          | | Giulio Andreotti           | Nicolae Ceaușescu                      |                  |
| 24. März 1975            | Ernesto Quintino Bolasco                  | | Aldo Moro                  | Nicolae Ceaușescu                      |                  |
| 10. Aug. 1981            | Benedetto Santarelli                      | | Giovanni Spadolini         | Nicolae Ceaușescu                      |                  |
| 23. Sep. 1985            | Sergio Cattani                            | | Bettino Craxi              | Nicolae Ceaușescu                      |                  |
| 12. Nov. 1988            | Luigi Amaduzzi                            | | Ciriaco De Mita            | Nicolae Ceaușescu                      |                  |
| 15. Juli 1991            | Bernardo Uguccioni                        | | Giulio Andreotti           | Ion Iliescu                            |                  |
| 16. Jan. 1995            | Giuseppe de Michelis di Slonghello        | | Lamberto Dini              | Ion Iliescu                            |                  |
| 30. Apr. 1998            | Anna Blefari Melazzi                      | | Massimo D’Alema            | Emil Constantinescu                    |                  |
| 12. Mai 2003             | Stefano Ronca                             | | Silvio Berlusconi          | Ion Iliescu                            |                  |
| 7. Nov. 2005             | Daniele Mancini                           | | Silvio Berlusconi          | Traian Băsescu                         |                  |